# Truccazzano
Truccazzano (Truccazzan in dialetto milanese, AFI: [trykaˈtsãː]) è un comune italiano di 5 834 abitanti della città metropolitana di Milano in Lombardia. Fa parte del Parco Adda Nord e del territorio della Martesana.
Il paese più vicino è Rivolta d'Adda, che dista circa 4 chilometri e ci vogliono circa 7 minuti in autobus per raggiungerlo.

## Storia

### Simboli
Lo stemma comunale e il gonfalone sono stati concessi con D.P.R. del 10 aprile 1954.
Il torrione nello stemma fa riferimento all'esistenza sul territorio di alcuni ruderi medievali, costituiti dai resti di una vecchia torre di difesa e di avvistamento situata nei pressi dell'Adda; le stelle rappresentano le tre frazioni di Albignano, Cavaione e Corneliano Bertario.
Il gonfalone è un drappo partito di rosso e di bianco.

## Monumenti e luoghi d'interesse
- Chiesa di San Michele Arcangelo nel capoluogo comunale
- Chiesa di San Majolo Abate ad Albignano
- Oratorio San Luigi Truccazzano

## Società

### Evoluzione demografica
- 508 nel 1751
- 600 nel 1805
- 1 423 nel 1809 dopo annessione di Albignano e Incugnate, e poi Corneliano Bertario e Cavaione
- 669 nel 1816
- 1 780 nel 1853 dopo annessione di Albignano e Incugnate nel 1841
- 1 913 nel 1859
- 1 979 nel 1861
- 2 895 nel 1871 dopo annessione di Corneliano Bertario e Cavaione nel 1869
- 6 030 nel 2013

Abitanti censiti

### Etnie e minoranze straniere
Secondo i dati ISTAT al 31 dicembre 2010 la popolazione straniera residente era di 590 persone. Le nazionalità maggiormente rappresentate in base alla loro percentuale sul totale della popolazione residente erano:
- Albania 131 2,19%
- Marocco 113 1,89%
- Romania 107 1,79%

## Geografia antropica
Il territorio comunale comprende il centro abitato di Truccazzano, le frazioni di Albignano, Cavaione e Corneliano Bertario, e le località di Cascina Rosina, Cascina Rossa e Incugnate.

## Amministrazione
| Periodo        | Periodo        | Primo cittadino           | Partito      | Carica  | Note  |
| -------------- | -------------- | ------------------------- | ------------ | ------- | ----- |
| 14 giugno 2004 | 7 giugno 2009  | Vittorio Alfredo Ronchi   | Lista civica | Sindaco | [ 9 ] |
| 8 giugno 2009  | 24 maggio 2014 | Vittorio Angelo Sartirana | Lista civica | Sindaco | [ 9 ] |
| 24 maggio 2014 | 26 maggio 2019 | Luciano Moretti           | Lista civica | Sindaco | [ 9 ] |
| 26 maggio 2019 | 9 giugno 2024  | Franco De Gregorio        | Lista civica | Sindaco | [ 9 ] |
| 9 giugno 2024  | in carica      | Franco De Gregorio        | Lista civica | Sindaco | [ 9 ] |